# بی‌تقارنی

بی‌تقارنی (به انگلیسی: Asymmetry) به حالت وجود نداشتن یا نقض تقارن گفته می‌شود. بی‌تقارنی در علومی مانند فیزیک و شیمی وضعیتی است که در آن جسم هیچ نظمی ندارد و با هیچ عنصر تقارنی، مانند نقطه و محور و صفحه، نمی‌توان بخشی از آن را متناظر با بخش دیگری در نظر گرفت.
نامتقارن صفتی است که به عدم وجود تقارن در یک شیء یا رابطه دلالت می‌کند.

## در اندام‌ها
به رفتار نا مشابه یک اندام توسط اندام مقابل عدم‌تقارن گویند.

## در ریاضیات
در ریاضیات دو مقدار a و b که a <b و b <a باشد، نداریم و چنین رابطه‌ای یک رابطه نامتقارن است.

## در سازه‌ها
در معماری پیش-مدرن گرایش و تأکید زیادی به استفاده از تقارن وجود داشت و به جز موارد خاص (محدودیت‌ها و …) معماران همیشه به تقارن در سازه‌ها پایبند بودند. در معماری مدرن و پست مدرن استفاده بیشتری از عدم تقارن کرده و چندان پایبند به تقارن نیستند.
برخی از سازه‌های نامتقارن

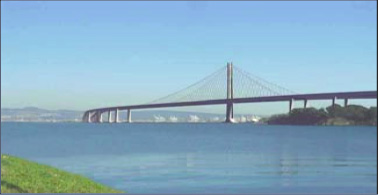
Eastern span replacement of the San Francisco – Oakland Bay Bridge
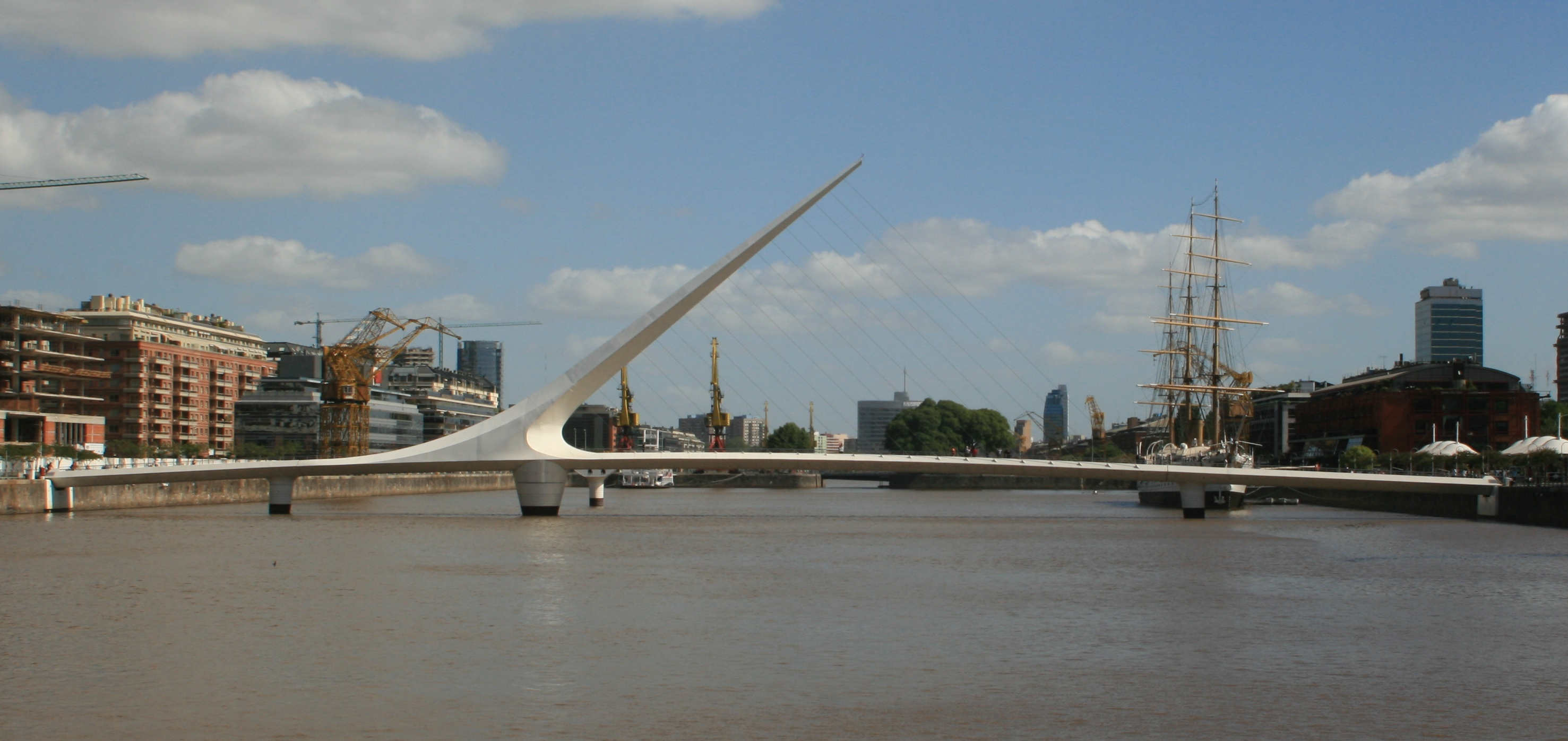
Puente de la Mujer
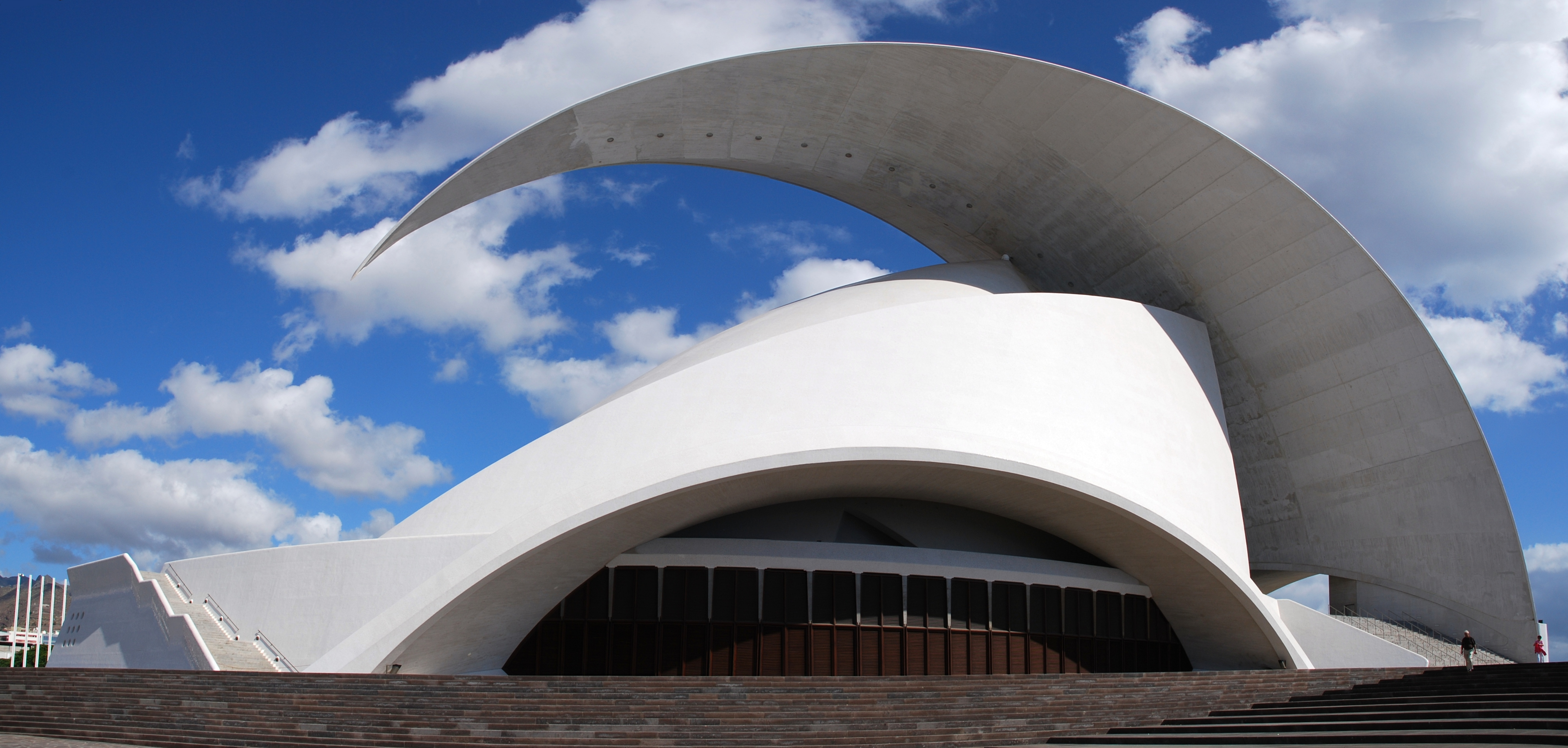
تالار تنریفه
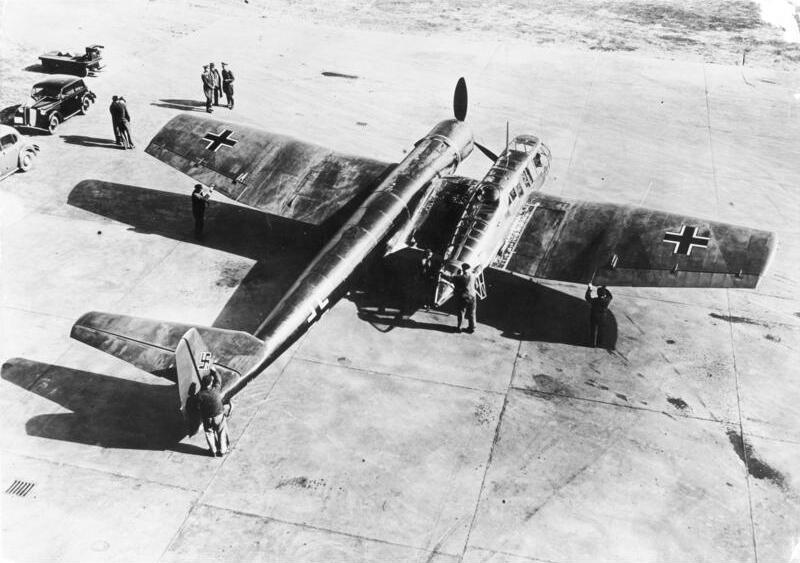
هواپیمای بلوم اونت فوس ب‌فا ۱۴۱